# Karlheinz Jakob
Karlheinz Jakob (* 6. September 1953 in Heilbronn) ist ein deutscher Linguist und Professor.

## Leben
Er studierte Germanistik und Geschichte an der Universität Freiburg und machte 1979 das Staatsexamen für das höhere Lehramt in den Fächern Germanistik und Geschichte. Im Jahre 1984 promovierte Jakob mit der Dissertation Dialekt und Regionalsprache im Raum Heilbronn bei Hugo Steger an der Universität Freiburg. 1990/1991 habilitierte er sich mit der Arbeit Habilitation Maschine, Mentales Modell, Metapher. Studien zur Semantik und Geschichte der Techniksprache. Am 20. Februar 1991 erhielt er die venia legendi für das Fach Germanische Philologie durch den Senat der Universität Freiburg. Im März 1991 erhielt er auf der Jahrestagung des Instituts für Deutsche Sprache den Förderpreis für germanistische Sprachwissenschaft der Hugo Moser Stiftung. Von 1995 bis 2017 hatte er den Lehrstuhl für Germanistische Linguistik und Sprachgeschichte an der TU Dresden inne. Von 2009 bis 2012 war er Dekan der Fakultät Sprach-, Literatur- und Kulturwissenschaften an der TU Dresden.

## Schriften

### Monografien
- Dialekt und Regionalsprache im Raum Heilbronn. Zur Klassifizierung von Dialektmerkmalen in einer dialektgeographischen Übergangslandschaft. 2 Bände. Marburg 1985 (= Studien zur Dialektologie in Südwestdeutschland 3) [Dissertation, Freiburg 1984] [Teilbesprechung innerhalb eines Tagungsberichtes in: Zeitschrift für Dialektologie und Linguistik 52, 1985, S. 70.]
- Maschine, Mentales Modell, Metapher. Studien zur Semantik und Geschichte der Techniksprache. Tübingen 1991 (Reihe Germanistische Linguistik 123) [Habilitationsschrift, Freiburg 1990] [Besprechungen: Freiburger Univ.bl. 115/1992; Grazer Ling. Studien 37/1992; Referatedienst zur Literaturwiss. 25/1993 H. 1; Medienwissenschaft 1–2/1993; Technikgeschichte 61/1994 Nr. 4]

### Herausgeberschaft
- Texttyp, Sprechergruppe, Kommunikationsbereich. Studien zur deutschen Sprache in Geschichte und Gegenwart. Festschrift für Hugo Steger zum 65. Geburtstag. Hrsg. von Heinrich Löffler, Karlheinz Jakob, Bernhard Kelle. Berlin / New York.

### Beiträge
- Beiwort zur Atlaskarte „Raumgliederung der Mundarten um 1950“ . Von Hugo Steger. Mit einem Beitrag von K. Jakob. In: Historischer Atlas von Baden-Württemberg. Karte XII,7. Stuttgart 1982.
- Beschreibung der Mundartregionen. In: Hugo Steger: Raumgliederung der Mundarten. Vorstudien zur Sprachkontinuität im deutschen Südwesten. Stuttgart 1983, S. 13–24.
- Ein Verfahren zur automatischen Herstellung von Probe- und Arbeitskarten. (gemeinsam mit Christoph A. Schöllig). In: Forschungsbericht Südwestdeutscher Sprachatlas. Marburg 1983, S. 69–110 (= Studien zur Dialektologie in Südwestdeutschland 1).
- Ein Verfahren zur quantitativen Bestimmung von ‚Isoglossen‘. (gemeinsam mit Bernhard Kelle) In: Dialectology. Ed. by Hans Goebl. Bochum 1984, S. 136–163 (= Quantitative Linguistics 21).
- Zur Klassifizierung von Dialektmerkmalen. In: Probleme der Dialektgeographie. Hrsg. von Eugen Gabriel und Hans Stricker. Bühl/Baden 1987, S. 81–94.
- Jugendkultur und Jugendsprache. In: Deutsche Sprache 16. 1988, S. 320–350.
- Technische Innovation und Sprachwandel im 19. Jahrhundert. In: Voraussetzungen und Grundlagen der Gegenwartssprache. Sprach- und sozialgeschichtliche Untersuchungen zum 19. Jahrhundert. Hrsg. von Dieter Cherubim, Klaus J. Mattheier. Berlin/New York 1989, S. 109–121.
- Naive Techniktheorie und Alltagssprache. In: Erscheinungsformen der deutschen Sprache. Literatursprache, Alltagssprache, Gruppensprache, Fachsprache. Festschrift für Hugo Steger zum 60. Geburtstag. Hrsg. von Jürgen Dittmann, Hannes Kästner, Johannes Schwitalla. Berlin 1991, S. 125–136.
- Prestige und Stigma deutscher Dialektlandschaften. In: Zeitschrift für Dialektologie und Linguistik 59 (1992) S. 167–182.